# USS Quentin Walsh (DDG-132)
El USS Quentin Walsh (DDG-132) será el 82.º destructor de la clase Arleigh Burke (Tramo III) de la Armada de los Estados Unidos. Su nombre USS Quentin Walsh, impuesto el 6 de junio de 2019, honra a un miembro de la US Coast Guard condecorado en la Segunda Guerra Mundial.

## Construcción
El 27 de septiembre de 2018 fue autorizada su construcción, a cargo del Bath Iron Works (General Dynamics) de Bath, Maine. La fabricación de la nave inició el 16 de noviembre de 2021 con una ceremonia.